# Johann Arzt (orvos)
Johann Arzt magyaros névalakban Arzt (Artzt) János (18. század) orvos.
Johann Arzt lelkész fia volt. Az orvosi egyetemet Jénában végezte, és ez alkalommal adta ki következő értekezését: Dissertatio physica, de experimento ab Hugenio pro causa gravitatis explicanda, invento (Jenae, 1723). Második kiadása ugyanott jelent meg 1747-ben.